# 카이 오언
카이 오언(영어: Kai Owen, 1975년 9월 4일 ~ )은 웨일스의 배우이다. 연극 무대와 드라마에 여러 방면으로 활동한다. 특히 드라마 《토치우드》의 리스 윌리엄스 역으로 유명하다.

## 출연 작품
- 토치우드 시즌3 (2009)
- 토치우드 시즌1 (2006)